# بريت غراهام
بريت غراهام (بالإنجليزية: Brett Graham)‏ هو نحات نيوزيلندي، ولد في 1967 في أوكلاند في نيوزيلندا.

## وصلات خارجية
- الموقع الرسمي